# Myalgie
Myalgie (griechisch μυαλγία myalgía „Muskelschmerz“; von μῦς mys „Muskel“ und ἄλγος algos „Schmerz“) ist der medizinische Fachbegriff für Muskelschmerz.

## Ursachen
Bei Muskelschmerzen nach Anstrengung spricht man von Muskelkater.
Myalgien treten häufig als Symptom bei den verschiedensten Krankheiten auf. Typisches Symptom sind sie bei vielen Infektionen, zum Beispiel
- Erkältungskrankheiten durch eine Infektion mit Adenoviren oder Coxsackie-Viren des Typs B4 und B3 (sog. Bornholm-Krankheit)
- der eigentlichen Grippe (Influenza)
- der durch Zeckenstich übertragenen Babesiose (Infektion durch die Protozoen Babesia microti oder Babesia divergens) und Ehrlichiose (Infektion durch das obligat intraleukozytäre Bakterium Anaplasma phagocytophilum)
- der von Ratten, Mäusen, Haus- und Wildtieren übertragenen Leptospirose
- der Trichinose (in Mitteleuropa trotz Trichinenuntersuchung bei der Schlachtung von Fleisch immer noch die häufigste Wurmerkrankung durch Trichinella spiralis)
- der Lyme-Borreliose
- der Malaria
- dem im ganzen Mittelmeerraum vorkommenden familiären Mittelmeerfieber

Auch bei vielen Erkrankungen des rheumatischen Formenkreises und Vaskulitiden treten im Krankheitsverlauf häufig Muskelschmerzen auf.
Bei der Polymyalgia rheumatica, dem eosinophilen Myalgie-Syndrom (bei einer Therapie mit L-Tryptophan) und dem Fibromyalgie-Syndrom („Muskelrheumatismus“) ist der Muskelschmerz als Leitsymptom für die Diagnostik sogar wegweisend.
Eine häufige Ursache für Myalgien in der Allgemeinpraxis sind Verspannungszustände und Fehlbelastungen am Arbeitsplatz und bei der Sportausübung. In seltenen Fällen können Myalgien auch als unerwünschte Arzneimittelwirkung (UAW) auftreten, beispielsweise als Nebenwirkung von Ciprofloxacin.